# NGC 2956
NGC 2956 es una galaxia espiral (Sb) localizada en la dirección de la constelación de Hidra. Posee una declinación de -19° 06' 04" y una ascensión recta de 9 horas, 39 minutos y 16,9 segundos.
La galaxia NGC 2956 fue descubierta en 1886 por Frank Muller.